# Giuseppe Cirò
Giuseppe Cirò (ur. 28 listopada 1975 roku w Rossano) – włoski kierowca wyścigowy.

## Kariera
Cirò rozpoczął karierę w międzynarodowych wyścigach samochodowych w 2000 roku od startów w Renault Sport Clio Trophy, gdzie raz stanął na podium. Z dorobkiem 34 punktów uplasował się tam na piętnastej pozycji w klasyfikacji generalnej. W późniejszych latach Włoch pojawiał się także w stawce Renault Clio International Cup, Renault Clio Cup Italy, Italian Super Touring Car Championship, World Touring Car Championship, Italian GT Championship, Mégane Trophy Eurocup, Italian GT Cup, FIA GT3 European Championship, Ferrari Challenge Italy - Trofeo Pirelli, SEAT Leon Supercopa Italy, SARA GT - Campionato Italiano Gran Turismo, Italian Touring Endurance Championship, Trofeo Castrol SEAT Leon Supercopa, GT Sprint International Series, Le Mans Series, International GT Open, Endurance Champions Cup, Blancpain Endurance Series, Gulf 12 Hours oraz 24 Hours of Barcelona.
W World Touring Car Championship Włoch wystartował w dziewiętnastu wyścigach sezonu 2005 z włoską ekipą Proteam Motorsport. Podczas ostatniego wyścigu sezonu, w Makau zdobył jedyny punkt. Został sklasyfikowany na 22 pozycji w końcowej klasyfikacji kierowców.